# Bunchosia swartziana
Bunchosia swartziana o kibche, es una especie de plantas con flores perteneciente a la familia Malpighiaceae. 

## Descripción
Es un arbusto que alcanza un tamaño de 4 m de altura. Las hojas son alargadas, miden de 6 a 8 cm de largo, el anverso es de color verde brillante y lustrosas, en el reverso son pálidas y opacas. Sus flores son amarillas y están en racimos. Los frutos son pequeños y de color amarillo a anaranjado.

## Distribución y hábitat
Originaria de Jamaica; se encuentra en América tropical, presente en climas cálidos desde el nivel del mar hasta los 30 m de altitud, asociada a bosques tropicales subcaducifolios y perennifolios.

## Propiedades
Esta planta es referida como medicinal en Yucatán donde se le emplea en la enfermedad cultural llamada mal viento, mientras que en Quintana Roo se usa para tratar el reumatismo.

## Taxonomía
Bunchosia swartziana fue descrita por August Heinrich Rudolf Grisebach y publicado en Flora of the British West Indian Islands 115–116. 1859.
Sinonimia
- Bunchosia swartziana var. yucatanensis Nied.[3]